# Rajella kukujevi
Rajella kukujevi är en rockeart som först beskrevs av Vladimir Nikolaevich Dolganov 1985.  Rajella kukujevi ingår i släktet Rajella och familjen egentliga rockor. IUCN kategoriserar arten globalt som otillräckligt studerad. Inga underarter finns listade i Catalogue of Life.